# Опрощение (идеология)

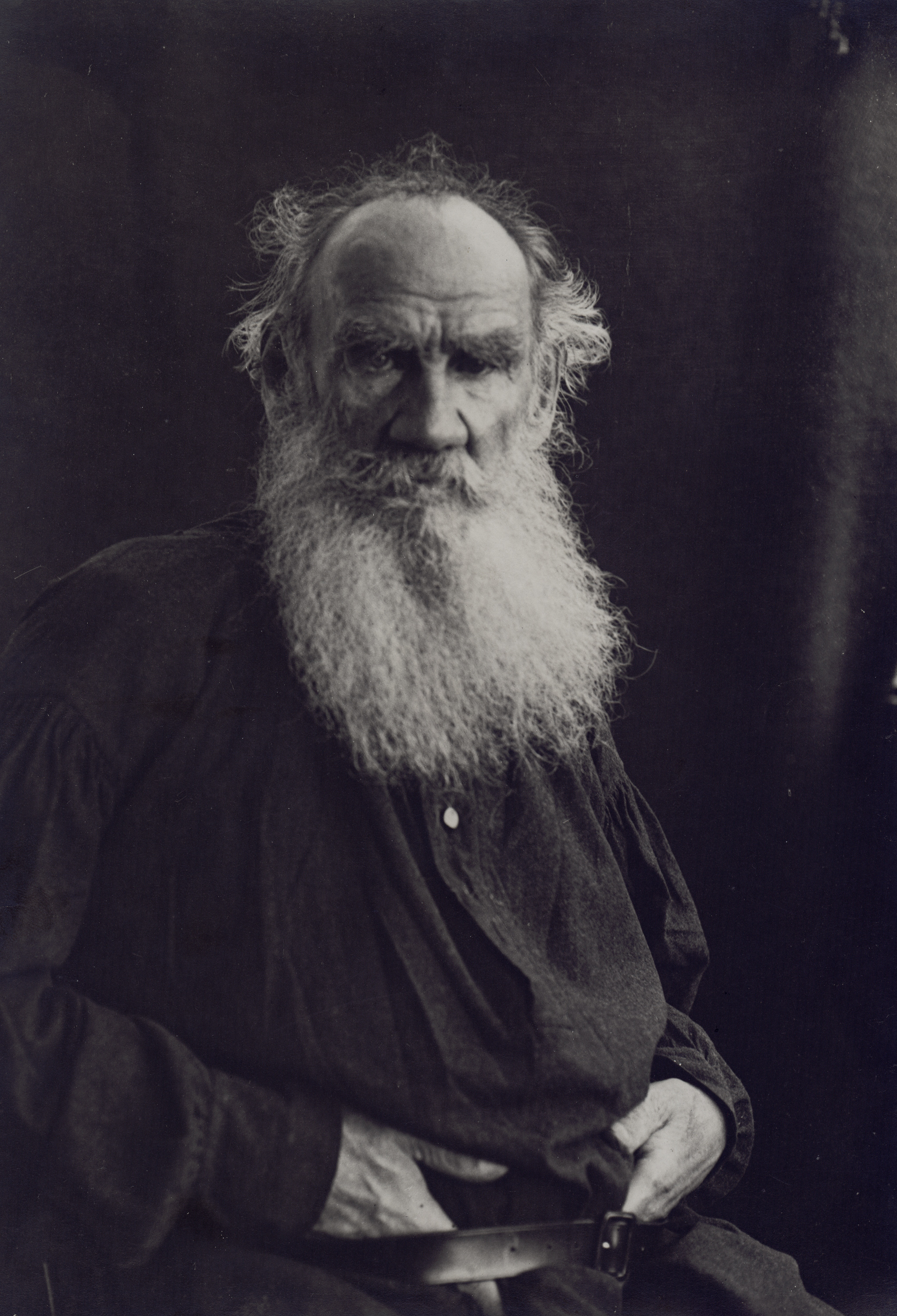
Лев Толстой в своей жизни следовал принципам простоты и самодостаточности.

Опроще́ние, также минимали́зм — образ жизни, направленный на упрощение жизни и отказ от излишеств. Причины выбора такого образа жизни могут быть различными — этическими, религиозными, экологическими. Русский термин стал известен, благодаря учению Толстого, однако само слово «опрощённые» было создано Тургеневым до появления «Исповеди» Толстого. Опрощение не следует смешивать с аскезой, так как не всех сторонников опрощения будет правильно называть «аскетами».

## Описание
В истории известно много случаев, когда люди жертвовали карьерой, социальным статусом, богатством в пользу духовного самосовершенствования. Так, римский император Диоклетиан отправился доживать свой век в Иллирию, поселился там в своём поместье, где прожил 8 лет в уединении. На попытку Максимиана и Галерия убедить его возвратиться снова к власти он ответил решительным отказом, заметив, между прочим, что если бы они видели, какова капуста, которую он сам посадил, то не стали бы в другой раз приставать к нему со своими предложениями.
Простую жизнь в гармонии с природой проповедовал американский писатель Генри Дэвид Торо, автор книги «Уолден, или Жизнь в лесу».
Знаменитым примером опрощения является классик русской литературы Лев Толстой. После глубокого мировоззренческого кризиса, сопряжённого с религиозными исканиями (повлёкшими за собой отступление от Православной церкви), писатель пришёл к мысли, что лучшая жизнь — это жизнь земледельца, крестьянина, «простого трудового народа», не обременённого излишними материальными ценностями. Толстой решил радикально изменить свой образ жизни:
…Доход отдать на бедных и школы… Прислуги держать только столько, сколько нужно… и то на время, приучаясь обходиться без них… Кроме кормления себя и детей и учения, работа, хозяйство… По воскресеньям обеды для нищих и бедных и чтение и беседы. Жизнь, пища, одежда — всё самое простое. Всё лишнее: фортепьяно, мебель, экипажи — продать, раздать…
Идеи Льва Толстого на практике пытались воплотить его последователи («толстовцы»), создававшие земледельческие коммуны.
В США в 1960-е годы возникло движение хиппи, которые проповедовали уход из дома и общества для жизни среди единомышленников, в мире, основанном на любви, дружбе и взаимопомощи.
В 1981 году Дюэйн Элгин опубликовал в США книгу Voluntary Simplicity («Добровольная простота»), представлявшую собой конспект убеждений и методик, вытекающих непосредственно из идей контркультуры 1960-х годов. Эта книга породила одноимённое движение, которое представляет собой намеренную попытку отстраниться от цикла «работа-траты-долги», характеризующего современную жизнь. Это движение не выступает ни за бедность, ни за примитивизм, а призывает лишь пользоваться благами цивилизации для более полного и насыщенного существования, для привнесения порядка и ясности в жизнь индивида. Акцент делается на бережливость и скромность, на взаимопомощь в рамках самодостаточных и самоуправляемых общин.
Опубликованной 31 декабря 1991 года в газете «Вашингтон Пост» статьёй Сары Бан Бреатнах «Жизнь на пониженной передаче: дауншифтинг и новый взгляд на успех в 90-е» (Living in A Lower Gear: Downshifting: Redefining Success in the '90s) был популяризован термин «дауншифтинг» и само это явление.

## Известные сторонники
- Сторонники опрощения (категория)